# Kermes nawae
Kermes nawae là một loài côn trùng trong họ Kermesidae. Loài này được Kuwana miêu tả khoa học đầu tiên năm 1902.
Đây là loài gây hại của cây Castanea mollissima, phát triển phổ biến ở Trung Quốc.